# センコギ
| ウィキペディアには「センコギ」という見出しの百科事典記事はありません（タイトルに「センコギ」を含むページの一覧/「センコギ」で始まるページの一覧）。 代わりにウィクショナリーのページ「생고기」が役に立つかもしれません。 |